# Beilschmiedia schmitzii
Beilschmiedia schmitzii är en lagerväxtart som beskrevs av Robyns & Wilczek. Beilschmiedia schmitzii ingår i släktet Beilschmiedia och familjen lagerväxter. Inga underarter finns listade i Catalogue of Life.